# Ogdoconta tacna
Ogdoconta tacna är en fjärilsart som beskrevs av Barnes 1904. Ogdoconta tacna ingår i släktet Ogdoconta och familjen nattflyn. Inga underarter finns listade i Catalogue of Life.